# Pinto (Magdalena)
Pinto é um município da Colômbia, localizado no departamento de Magdalena.